# 小田 (川崎市)
小田（おだ）は、神奈川県川崎市川崎区の地名。現行行政地名は小田1丁目から小田7丁目。住居表示実施済区域。

## 地理
川崎区の西部に位置し、北に渡田山王町、北東に小田栄、東に鋼管通、南東に田辺新田、南に浅田、西に京町と接している。

### 地価
住宅地の地価は、2025年（令和7年）1月1日の公示地価によれば、小田2丁目20-3の地点で29万5000円/m²、小田5丁目24-13の地点で27万8000円/m²となっている。

## 歴史

### 沿革
- 1889年（明治22年）4月1日 - 町村制の施行により、田島村が成立。橘樹郡田島村大字小田となる。
- 1927年（昭和2年）4月1日 - 川崎市に編入。川崎市小田となる。
- 1936年（昭和11年）3月 - 耕地整理により、小田町1～2丁目、南小田町1～2丁目、東小田町、西小田町が成立。
- 1964年（昭和39年）11月1日 - 住居表示を実施に伴い、小田町1～2丁目、南小田町1～2丁目、東小田町、西小田町を分離し、小田1丁目から小田7丁目を新設。
- 1972年（昭和47年）4月1日 - 川崎市が政令指定都市の制定に伴い、川崎区が新設。川崎市川崎区小田（1〜7丁目）となる[5][8]。

#### 耕地整理による新町丁と旧字の対照[9]
- 小田町一丁目 - 小田字原耕地・竹ノ下耕地・南耕地の各一部
- 小田町二丁目 - 小田字原耕地・竹ノ下耕地・南耕地・田中耕地、菅沢字道下耕地の各一部
- 南小田町一丁目 - 小田字南耕地・前沼耕地・北田耕地の各一部
- 南小田町二丁目 - 小田字南耕地・前沼耕地・原耕地・田中耕地の各一部
- 東小田町 - 小田字東耕地・北田耕地・竹ノ下耕地・原耕地・南耕地・七反町耕地、菅沢字道下耕地の各一部
- 西小田町 - 小田字西耕地・前沼耕地・北田耕地の各一部

#### 住居表示による新旧町丁の対照[10]
- 小田一丁目 - 西小田町、東小田町、京町一丁目の各一部
- 小田二丁目 - 西小田町、東小田町、南小田町一丁目、京町二丁目の各一部
- 小田三丁目 - 東小田町、小田町一丁目、南小田町一丁目の各一部
- 小田四丁目 - 南小田町一丁目、同二丁目、京町二丁目の各一部
- 小田五丁目 - 小田町一丁目、同二丁目、東小田町、南小田町二丁目の各一部
- 小田六丁目 - 小田二丁目、浅田町一丁目の各一部
- 小田七丁目 - 田辺新田の一部

## 世帯数と人口
2025年（令和7年）6月30日現在（川崎市発表）の世帯数と人口は以下の通りである。
| 丁目      | 世帯数    | 人口     |
| --------- | --------- | -------- |
| 小田1丁目 | 1,326世帯 | 2,516人  |
| 小田2丁目 | 1,629世帯 | 2,801人  |
| 小田3丁目 | 1,276世帯 | 2,296人  |
| 小田4丁目 | 1,626世帯 | 2,845人  |
| 小田5丁目 | 1,707世帯 | 3,059人  |
| 小田6丁目 | 843世帯   | 1,474人  |
| 小田7丁目 | 457世帯   | 954人    |
| 計        | 8,864世帯 | 15,945人 |

### 人口の変遷
国勢調査による人口の推移。
| 年                 | 人口   |
| ------------------ | ------ |
| 1995年（平成7年）  | 16,894 |
| 2000年（平成12年） | 16,163 |
| 2005年（平成17年） | 16,959 |
| 2010年（平成22年） | 16,474 |
| 2015年（平成27年） | 16,150 |
| 2020年（令和2年）  | 16,081 |

### 世帯数の変遷
国勢調査による世帯数の推移。
| 年                 | 世帯数 |
| ------------------ | ------ |
| 1995年（平成7年）  | 6,907  |
| 2000年（平成12年） | 6,884  |
| 2005年（平成17年） | 7,375  |
| 2010年（平成22年） | 7,513  |
| 2015年（平成27年） | 7,535  |
| 2020年（令和2年）  | 8,313  |

## 学区
市立小・中学校に通う場合、学区は以下の通りとなる（2025年1月時点）。
| 丁目      | 番・番地等                               | 小学校               | 中学校             |
| --------- | ---------------------------------------- | -------------------- | ------------------ |
| 小田1丁目 | 1～21番                                  | 川崎市立小田小学校   | 川崎市立田島中学校 |
| 小田1丁目 | 22～33番                                 | 川崎市立東小田小学校 | 川崎市立田島中学校 |
| 小田2丁目 | 14番7～18号 15〜16番                     | 川崎市立東小田小学校 | 川崎市立田島中学校 |
| 小田2丁目 | 1～13番 14番1～6号 14番19～24号 17～21番 | 川崎市立小田小学校   | 川崎市立田島中学校 |
| 小田3丁目 | 全域                                     | 川崎市立東小田小学校 | 川崎市立田島中学校 |
| 小田4丁目 | 12～39番                                 | 川崎市立小田小学校   | 川崎市立京町中学校 |
| 小田4丁目 | 1～11番                                  | 川崎市立小田小学校   | 川崎市立田島中学校 |
| 小田5丁目 | 全域                                     | 川崎市立東小田小学校 | 川崎市立田島中学校 |
| 小田6丁目 | 全域                                     | 川崎市立東小田小学校 | 川崎市立田島中学校 |
| 小田7丁目 | 全域                                     | 川崎市立東小田小学校 | 川崎市立田島中学校 |

## 事業所
2021年（令和3年）現在の経済センサス調査による事業所数と従業員数は以下の通りである。
| 丁目      | 事業所数  | 従業員数 |
| --------- | --------- | -------- |
| 小田1丁目 | 55事業所  | 341人    |
| 小田2丁目 | 67事業所  | 458人    |
| 小田3丁目 | 42事業所  | 227人    |
| 小田4丁目 | 68事業所  | 383人    |
| 小田5丁目 | 60事業所  | 621人    |
| 小田6丁目 | 27事業所  | 90人     |
| 小田7丁目 | 11事業所  | 131人    |
| 計        | 330事業所 | 2,251人  |

### 事業者数の変遷
経済センサスによる事業所数の推移。
| 年                 | 事業者数 |
| ------------------ | -------- |
| 2016年（平成28年） | 352      |
| 2021年（令和3年）  | 330      |

### 従業員数の変遷
経済センサスによる従業員数の推移。
| 年                 | 従業員数 |
| ------------------ | -------- |
| 2016年（平成28年） | 2,065    |
| 2021年（令和3年）  | 2,251    |

## 施設
- 川崎市立小田小学校
- 川崎市立東小田小学校
- 川崎市立田島中学校
- 川崎警察署 京町通交番
- 川崎警察署 小田交番
- 川崎小田郵便局[21]

## その他

### 日本郵便
- 郵便番号 : 210-0846[3]（集配局:川崎港郵便局[22]）

### 警察
町内の警察の管轄区域は以下の通りである。
| 丁目      | 番・番地等 | 警察署         | 交番・駐在所 |
| --------- | ---------- | -------------- | ------------ |
| 小田1丁目 | 全域       | 川崎警察署     | 京町通交番   |
| 小田2丁目 | 全域       | 川崎警察署     | 京町通交番   |
| 小田3丁目 | 全域       | 川崎警察署     | 京町通交番   |
| 小田4丁目 | 全域       | 川崎警察署     | 浅田交番     |
| 小田5丁目 | 全域       | 川崎警察署     | 京町通交番   |
| 小田6丁目 | 全域       | 川崎警察署     | 浅田交番     |
| 小田7丁目 | 全域       | 川崎臨港警察署 | 浜町交番     |